# هانس هفنر
هانس هفنر (آلمانی: Hans Höfner؛ زادهٔ ۲۰ دسامبر ۱۹۱۲) دوچرخه‌سوار اهل اتریش است.  وی در بازی‌های المپیک تابستانی ۱۹۳۶ شرکت کرده است.